# Giorgi Tektoermanidze
Giorgi Tekturmanidze (Tbilisi, 17 september 1990) is een Georgische voetballer (middenvelder) die sinds 2009 voor de Georgische eersteklasser FC Dinamo Tbilisi uitkomt. 